# Baron Denny
Baron Denny, of Waltham in the County of Essex, war ein erblicher britischer Adelstitel in der Peerage of England.
Der Titel wurde am 27. Oktober 1604 durch Writ of Summons für den Unterhausabgeordneten Sir Edward Denny geschaffen. Am 24. Oktober 1626 wurde er auch zum Earl of Norwich erhoben. Die Earlswürde erlosch, als er 1637 ohne Söhne starb. Die Baronie Denny war hingegen als Barony by writ auch in weiblicher Linie erblich und fiel an den Sohn seiner 1614 verstorbenen Tochter Lady Honora Denny, James Hay, 2. Earl of Carlisle, der von seinem Vater bereits 1636 die Titel 2. Earl of Carlisle, 2. Viscount Doncaster, 2. Baron Hay und 2. Lord Hay geerbt hatte. Da er kinderlos blieb erloschen alle seine Titel bei seinem Tod, am 30. Oktober 1660.

## Liste der Barons Denny
- Edward Denny, 1. Earl of Norwich, 1. Baron Denny (1569–1637)
- James Hay, 2. Earl of Carlisle, 2. Baron Denny (um 1612–1660)